# Carl Benjamin
Carl Benjamin (1 de septiembre de 1979) es un youtuber británico conocido también por el seudónimo en línea Sargon of Akkad. fue miembro del Partido de la Independencia del Reino Unido (UKIP).
Benjamin creció en prominencia a través de la controversia de Gamergate, durante la cual acusó a grupos de feministas de que se estaban infiltrando en los grupos de investigación de videojuegos para influir en el desarrollo del juego de acuerdo con una agenda feminista. Desde Gamergate, su comentario se ha dedicado principalmente a promover el Brexit y a criticar la corrección política, el feminismo, el islam y las políticas de identidad.
Benjamin también es conocido por sus comentarios de 2016 sobre la violación de una mujer miembro del Parlamento, Jess Phillips. En respuesta a la queja de Phillips de que con frecuencia recibía amenazas de violación por parte de hombres en línea, Benjamin le envió un tuit: «I wouldn't even rape you» («Ni siquiera te violaría»). La crítica de este comentario y una observación posterior en la que Benjamin dijo que podría violar a Phillips, si no fuera porque «nadie tiene tanta cerveza» dominó la cobertura periodística de la infructuosa candidatura de Benjamin para el distrito electoral del sudoeste de Inglaterra del Parlamento Europeo.

## Carrera en YouTube
El canal de YouTube de Benjamin llamó la atención por primera vez durante la controversia de Gamergate en 2014. Inside Higher Ed dijo que sus videos sobre el tema avanzaban una teoría de conspiración en la que argumentaba que los miembros de la Asociación de Investigación de Juegos Digitales (DiGRA) estaban conspirando activamente para influir en el desarrollo de videojuegos, diciendo que DiGRA «fue elegida por las feministas para convertirse en un think tank mediante el cual los ideólogos de género pueden difundir su ideología a la prensa de juegos y, en última instancia, a los jugadores».
En junio de 2015, YouTube eliminó uno de los videos de Benjamin cuando recibió una reclamación de derechos de autor de The Guardian. Benjamin impugnó la demanda contra el video que usó partes sustanciales del video de The Guardian. The Guardian dijo que estaba ofreciendo «consejos sobre cómo interactuar con el contenido de Guardian sin violar los derechos de autor». El video fue restaurado más tarde el mismo día.
En VidCon 2017, Anita Sarkeesian apareció en un panel que analizaba el acoso en línea dirigido a las mujeres. Un grupo de youtubers que con frecuencia criticó a Sarkeesian en el pasado, incluido Benjamin, llenó la mitad de las tres primeras filas de la audiencia y filmó a Sarkeesian como parte de una campaña de hostigamiento dirigida contra ella. Sarkeesian destacó a Benjamin como un hostigador en serie, y lo calificó de «basura humana». El fundador de VidCon Hank Green emitió una declaración diciendo que las acciones del grupo eran un claro «comportamiento intimidante» y se disculpó por la situación «que provocó que [Sarkeesian] fuera sometida a un ambiente hostil al que ella no se había registrado». Benjamin dijo más tarde que no estaba presente con la intención de acosar a Sarkeesian, afirmando que le gustaría saber cómo «quisiera ser contactada». Patreon también investigó las denuncias de acoso, pero determinó que, aunque consideraban que sus acciones eran «desagradables», Benjamin no había violado su código de conducta.
Patreon expulsó a Benjamín en diciembre de 2018, cuando ganaba más de $ 12 000 al mes. Según Patreon, Benjamin violó las reglas del sitio sobre el discurso de odio al usar «insultos raciales y homofóbicos para degradar a otro individuo». Varios usuarios, entre ellos Sam Harris, Jordan Peterson y Dave Rubin, abandonaron la plataforma después de la prohibición contra Benjamin. Harris declaró que no «compartió la política de los miembros expulsados», pero objetó lo que describió como «sesgo político» en Patreon. Como parte de la explicación de por qué expulsaron a Benjamin, Patreon publicó una transcripción de un video de YouTube en el que Benjamin afirmó que los miembros de la derecha alternativa estaban «acting like white niggers» («actuando como niggers blancos»), porque «[e]xactly how you describe black people acting is the impression I get dealing with the Alt-Right» («exactamente como se describe cómo actúan los negros es la impresión que tengo con la derecha alternativa»). Más adelante en el video, Benjamin dijo: «don't expect me to have a debate with one of your faggots» («No esperes que yo tenga un debate con uno de tus maricones»). En respuesta, Benjamin dijo que sus objetivos no eran negros ni homosexuales, y afirmó que la palabra «nigger» no es ofensiva en Gran Bretaña como lo es en los Estados Unidos. Benjamin también afirmó que los comentarios se habían tomado fuera de contexto.

## Carrera política
En marzo de 2018, manifestantes Antifa del norte de Londres irrumpieron en una discusión programada entre Benjamin y Yaron Brook por la Sociedad Libertaria de King's College de Londres. Los manifestantes enmascarados atacaron a los guardias de seguridad, lanzaron bombas de humo, rompieron ventanas y supuestamente atacaron a otros asistentes. Los organizadores del evento llamaron a la policía, cancelaron el evento y evacuaron el edificio. El organizador informó que dos guardias de seguridad fueron hospitalizados.
En junio de 2018, Benjamin se unió al UKIP, junto con otros activistas de los medios sociales Mark Meechan y Paul Joseph Watson. Los miembros del trío han sido descritos por analistas políticos como parte de un cambio hacia la extrema derecha en el UKIP bajo el liderazgo de Gerard Batten. En las elecciones al Parlamento Europeo de 2019 en el Reino Unido, Benjamin fue segundo en la lista de UKIP para el distrito electoral del sudoeste de Inglaterra. Benjamin no fue elegido, con su partido obteniendo solo el 3,22% de los votos en su distrito electoral nativo del suroeste de Inglaterra (una caída del 29,1% en comparación con 2014) y perdiendo sus dos escaños en la región, así como los veintidós de sus asientos en todo el resto de Gran Bretaña.

### Comentarios sobre violación
En respuesta a la declaración de la política laborista Jess Phillips de que las amenazas de violación son algo común para ella, Benjamin dijo en mayo de 2016 que «I wouldn't even rape you» («Ni siquiera te violaría») en un video de YouTube y repitió esto en Twitter. Se negó a disculparse por el comentario y luego hizo comentarios negativos adicionales sobre Phillips. Benjamin dijo que estas declaraciones eran bromas y afirmó que estaban empoderando a las víctimas de violación porque «es mucho más empoderante no ser controlado por bromas». Benjamin está siendo investigado por la policía de West Midlands por los comentarios.
En una conferencia de prensa del UKIP que anunció su candidatura para las elecciones del Parlamento Europeo de 2019, Benjamin se negó una vez más a retractarse de sus comentarios sobre Phillips, diciendo que ella se había reído del suicidio masculino, alegando por lo tal que sus comentarios fueron justificados. No estaba claro a qué se referían los comentarios de Benjamin; Phillips ha criticado la idea de un «día del hombre», pero no se ha burlado del suicidio masculino, lo que ella considera un problema grave. El presidente de la sucursal de Swindon del UKIP pidió que Benjamin fuera deseleccionado, que fue rechazado por Batten. En mayo de 2019, durante su candidatura, la Universidad del Oeste de Inglaterra canceló un evento por motivos de disturbios, y la Catedral de Exeter lo prohibió unos días después de un evento electoral separado que estaba organizando.

## Puntos de vista políticos
Benjamin es un antifeminista y un crítico de las políticas de identidad. Se ha opuesto a movimientos feministas en línea como el grupo británico  Reclaim the Internet, al que llamó «comunismo social». Tras la masacre en Isla Vista de 2014, Benjamin dijo que el feminismo de justicia social era una «enfermedad de la era moderna» que había privado a los jóvenes marginados y radicalizados causando un aumento en el número de asesinatos en masa. Mientras estaba en un panel en la ciudad de Nueva York en 2018, dijo: «Jewish people, unfortunately for them, have got to drop the identity politics. I'm sorry about the Holocaust but I don't give a shit. I'm sorry.» («Los judíos, desafortunadamente para ellos, tienen que abandonar la política de identidad. Lo siento por el Holocausto, pero no me importa una mierda. Lo siento.»). En mayo de 2018, Benjamin fue un orador en un mitin de derecha del «Día de la Libertad» en apoyo a Tommy Robinson después de que Robinson fue expulsado de Twitter por discurso de odio. Vice ha criticado a Benjamin por un «sentido de pensamiento purista y una actitud de lógica ante todo» que ignora la complejidad de los temas relacionados con la raza y el género. Vice y PC Magazine lo han descrito como un teórico de conspiración.
Medios de comunicación y periodistas han descrito a Benjamin como de derecha y de extrema derecha. Vox lo ha descrito como antiprogresista. The Times y The Jewish Chronicle lo han descrito como de la derecha alternativa, y otros medios de comunicación e investigadores lo han vinculado a la extrema derecha, como Newsweek, Salon, Vice, The Guardian y Data & Society. The Daily Dot describió los objetivos de la crítica de Benjamin, como Black Lives Matter, el feminismo, el Islam y el concepto de privilegio masculino blanco, como los mismos de la derecha alternativa. Benjamin ha dicho que se opone a la derecha alternativa. Él ha argumentado que el pensamiento autoritario y colectivista de la derecha alternativa es una reacción al racismo comparable contra la gente blanca de la izquierda. En un video de campaña, Benjamin se describió a sí mismo como un liberal clásico.
Es un defensor del Brexit.

## Vida personal
Benjamín está casado y tiene dos hijos. Vive con su familia en Swindon, Wiltshire, Inglaterra.